# Oncala
Oncala é um município da Espanha na província de Sória, comunidade autónoma de Castela e Leão, de área 39,92 km² com população de 101 habitantes (2007) e densidade populacional de 2,64 hab/km².

## Demografia
| Variação demográfica do município entre 1991 e 2004 | Variação demográfica do município entre 1991 e 2004 | Variação demográfica do município entre 1991 e 2004 | Variação demográfica do município entre 1991 e 2004 |
| --------------------------------------------------- | --------------------------------------------------- | --------------------------------------------------- | --------------------------------------------------- |
| 1991                                                | 1996                                                | 2001                                                | 2004                                                |
| 134                                                 | 117                                                 | 108                                                 | 105                                                 |